# Фортнайт
Фортнайт (Fortnite) е онлайн видео игра, разработена от Epic Games и пусната през 2017 г.
Да не се бърка с fortnight – периода от време 14 дни.
Играта може да се играе под  много различни форми.
- Fortnite Battle Royale – безплатна игра Battle Royale, в която до 100 играчи се борят, за да бъдат последният оцелял.Тази форма на играта донесе първоначалната ѝ известност и до ден днешен е най-популярната форма на играта.
- Fortnite: Save the World – кооперативна хибридна стрелба със защита на кули и игра за оцеляване, в която до четирима играчи се бият срещу подобни на зомбита същества и защитават обекти с капани и укрепления, които могат да изградят.Тази форма на играта вече е загубила популярност и въпреки, че все още може да се играе, тя по-скоро е останала като един прашен спомен, напомняйки затова от къде е започнала всичко.
- Fortnite Creative – играчите получават пълна свобода да създават светове и бойни арени

Save the World и Battle Royale са пуснати през 2017 г. като заглавия за ранен достъп, докато Creative е пуснат на 6 декември 2018 г. Докато версиите Save the World и Creative са успешни за Epic Games, но Fortnite Battle Royale се превръща в огромен успех и културен феномен, привличащ повече от 125 милиона играчи за по-малко от година, печелейки стотици милиони щатски долари на месец. Fortnite, като цяло, генерира 9 милиарда щатски долара брутни приходи до декември 2019 г.

## Съвместимост с конзоли
Save the World се предлага само за Windows, macOS, PlayStation 4 и Xbox One, докато Battle Royale и Creative са пуснати за всички тези платформи, а също и за Nintendo Switch, iOS, и Android устройства. iOS и Android клиентите на Fortnite Battle Royale са премахнати съответно от Apple и Google на 13 август 2020 г., тъй като Epic променя начина, по който човек може да купува V-bucks с клиента, което кара Epic да заведе дело срещу Apple. Клиентът на macOS както на Battle Royale, така и на Save the World, въпреки че може да бъде изтеглен, също няма да може да се актуализира поради ограниченията за подписване на приложения. На Android, въпреки че вече не е налична в Google Play, играта остава достъпна чрез Samsung Galaxy Store на устройства Samsung Galaxy, както и директно от приложението Epic Games на всички други устройства с Android. От 5 май 2022 г. играта може да се играе и чрез Xbox Cloud Gaming и GeForce Now на устройства с Android, macOS, iOS и iPadOS. Играта е съвместима и с конзолите PlayStation 5 и Xbox Series X/S от девето поколение.

## Дело срещу пристрастяване
Първото по рода си дело, заведено от родители на дете, е срещу играта „Фортнайт“ с мотива, че играещото я дете е „провалило живота си“, 2019 г. Създателите на компютърната игра са наемали психолози, чиято работа била да я направят максимално пристрастяваща, сочат данни от едно от първите дела срещу гейминг пристрастяване.

## Външни връзки
- Официален сайт
- „Фортнайт“ в  Internet Movie Database